# フエルテベントゥラ島
フエルテベントゥーラ島（フエルテベントゥーラとう、Fuerteventura）は、スペインの島。カナリア諸島に属する。島の人口は74,983人（2005年）。中心地はプエルト・デル・ロサリオ。観光と漁業、農業が経済の中心である。
カナリア諸島最古の島で、2千万年前の火山噴火でできた。また、面積を見ると、諸島で2番目に大きい島である。

## 歴史
最初の住民は北アフリカからやってきたとされる。紀元前11世紀には、フェニキア人が入植した。紀元前850年頃にイーリアスを書いたホメロスが、カナリア諸島をInsulae Fortunataeと書き残している。14世紀にスペイン、ポルトガルの探検家らが来訪したときには、イスラーム教徒のモーロ人が住み、ヨーロッパの奴隷商人と取引していた。
1405年、フランス人探検家ジャン・ド・ベタンクールが島を手に入れた。かつての首都ベタンクリア（Betancuria）は彼の名にちなんでいる。
1708年から1859年まで軍政が敷かれていた。1852年、女王イサベル2世によって島は自由貿易区域となった。
島がアフリカ大陸に近接していることから、大勢のアフリカ人密航者が、モロッコから危険を冒してやってくるのが問題となっている。

## 地理・気候
カナリア諸島の他の島々と異なり、フエルテベントゥラ島はU字谷と低い丘が主な地形である。2千万年前の火山活動が盛んであった時期に最高点の標高は3,000 mを超えたと見られるが、現在の最高点は標高807 mのサルサ峰である。島には多くの化石産出地があり、古生物学的には重要な場所である。
年中が春のような気候であるが、熱いサハラ砂漠からの風が年中吹き付けている（フエルテベントゥーラは、『強い風』という意味である）ため、気候は非常に乾燥しており、植生に乏しい。冬でも平均最高気温が21℃、平均最低気温が15℃である。年間降水量は147mmで、主に冬に降る。
島の主な生物の生息地は草原、海食崖およびヨーロッパ最大規模の砂漠と半砂漠である。植生に乏しいにもかかわらず、生物多様性が高い。主な植物種はハマビシ科のTetraena fontanesiiであり、オリーブ、ピスタシア・アトランティカ、ピスタシア・レンチスクス（マスチックノキ）などの植物も生えている。アオアシシギ、チョウゲンボウ、キアシセグロカモメ、オニミズナギドリ、ヒメミズナギドリ、アナドリなどの鳥類が生息しており、Puffinus holeae、ラバマウスなどの化石も見られる。2009年にユネスコの生物圏保護区に指定された。また、南部のモロ・ハブレ付近の塩性湿地のハンディア塩性湿地にはアトランティックカナリアカナヘビおよびカベヤモリ属のTarentola angustimentalisが生息しており、2002年にラムサール条約登録地となった。

## 観光産業
この島の名前が「強い風」と言う意味を持つように、この気候条件は、海岸でサーフィンをするのに適している。このため、フエルテヴェントゥラ島はサーファーのメッカとなっており、観光産業に大きな影響を与えている。サーファーの平均年齢が比較的低いことと、サーフィンを趣味とするには比較的経済的余裕が必要であることとが相まって、サーファーが集まる海岸地域の雰囲気が若々しく、ダイナミックなものに色付けられている。ボード一つでの波乗り、ヨットのような帆をボードに立てるウィンドサーフィン、カイトを空に揚げて綱で操縦するカイトサーフィンの三種がよく見られる。海岸近くには、サーフィンクラブやスクールが多くみられる。ボードやネオプレンボディスーツ、その他の装備の専門店や修理屋も数多く見つかる。サーフィンのボードを運搬するには、必ず車が必要だから、レンタカー業も繁盛する。サーファーの間では、島のどの海岸がサーフィンにどのように適しているかと言う情報交換がなされている。彼らの廉価な宿泊施設として、サーフ・ハウスが好んで利用される。個室式のホテルと違って、ドミトリー式で、数人が寝室やその他の設備を共有する。勿論、サーフ・ハウスには、専門誌が常設されており、そこには、適した海岸が、その地形などの重要な情報が全てリストアップされている。これらの現象は、カナリア諸島が一般に欧州の裕福な国の年金生活者が越冬用に利用されている状況の中で、まるで特異ことなことである
独TML Studios社のPCゲーム「Tourist Bus Simulator」はこの島を舞台にしている。